# 金子裕 (政治家)
金子 裕（かねこ ゆたか、1962年（昭和37年）10月8日 - ）は、日本の政治家。栃木県佐野市長（2期）。元栃木県議会議員（4期）、元佐野市議会議員（4期）。

## 来歴
栃木県佐野市生まれ。栃木工業高等学校を卒業後、日本国有鉄道、東京電力社員を経て佐野市議会議員、栃木県議会議員を歴任。
2005年2月28日、旧佐野市と田沼町・葛生町が新設合併し、新市制の佐野市が誕生。合併に伴い同年4月17日に行われた市長選挙に立候補したが岡部正英に敗れる。
2021年、佐野市長選挙に再挑戦、現職の岡部を破り、初当選。4月17日、市長就任。
2025年の市長選挙では元県議ら4人を破り、再選。

## 市政
- 2022年1月6日、LGBTなど性的少数者のカップルが婚姻に相当する関係にあると認める「パートナーシップ宣誓制度」を同年9月に導入すると発表した[5]。